# Bahnstrecke Zalabér–Oberloisdorf
| Streckenverlauf im Abschnitt Oberloisdorf–Bük |                      |                                        |                                        |
| Streckenlänge: | 97 km                |                                        |                                        |
| Spurweite: | 1435 mm (Normalspur) |                                        |                                        |
| |                      |                                        |                                        |
| \| \| \| von Zalalövő \| \| \| \| \| Zalabér \| \| \| \| \| nach Boba (Neutrassierung) \| \| \| \| \| nach Boba \| \| \| \| \| von Boba \| \| \| \| \| von Balatonszentgyörgy \| \| \| \| \| Zalabér-Batyk \| \| \| \| \| nach Zalalövő \| \| \| \| \| Ende Neutrassierung \| \| \| \| \| Batyk-kitérő \| \| \| \| \| Zalavég \| \| \| \| \| Mikosdpuszta \| \| \| \| \| Komitatsgrenze Zala – Vas \| \| \| \| \| Szajki erdő \| \| \| \| \| Hosszúpereszteg \| \| \| \| \| Vashosszúfalu (mit Ldst) \| \| \| \| \| Pusztalánc (mit Ldst) \| \| \| \| \| Káld \| \| \| \| \| Vásárosmiske (mit Ldst) \| \| \| \| \| Gérce (mit Ldst) \| \| \| \| \| Sitke \| \| \| \| \| von Győr-Rendező \| \| \| \| \| Bajti-elágazás (mit Ldst und Abzw) \| \| \| \| \| von Győr-Rendező \| \| \| \| \| Raab \| \| \| \| \| Sárvár \| \| \| \| \| nach Szentgotthárd \| \| \| \| \| Rábasömjén (mit Ldst) \| \| \| \| \| Felsőpaty (mit Ldst) \| \| \| \| \| Zsédeny (mit Ldst) \| \| \| \| \| von Porpác \| \| \| \| \| Hegyfalu \| \| \| \| \| nach Hegyeshalom \| \| \| \| \| Rabnitz \| \| \| \| \| Mesterháza-Tompaládony \| \| \| \| \| Chernelházadamonya (mit Ldst) \| \| \| \| \| Bő \| \| \| \| \| Bükfürdő \| \| \| \| \| von Sopron \| \| \| \| \| Bük (Wichs) \| \| \| \| \| nach Nagykanizsa \| \| \| \| \| Csepreg (Tschapring) \| \| \| \| \| Komitatsgrenze Vas – Győr-Moson-Sopron \| \| \| \| \| Répcevis (Heils) \| \| \| \| 83,166 \| Staatsgrenze Ungarn – Österreich \| Staatsgrenze Ungarn – Österreich \| \| \| 84,867 \| Lutzmannsburg \| Lutzmannsburg \| \| \| 88,970 \| Frankenau \| Frankenau \| \| \| 93,154 \| Klostermarienberg \| Klostermarienberg \| \| \| 95,630 \| Unterloisdorf \| Unterloisdorf \| \| \| \| von Sopron \| \| \| \| 96,975 \| Oberloisdorf \| 248 m ü. A. \| \| \| \| nach Kőszeg \| \| |                      |                                        |                                        |
| Strecke |                      | von Zalalövő                           | von Zalalövő                           |
| ehemaliger Bahnhof |                      | Zalabér                                | Zalabér                                |
| Abzweig ehemals geradeaus und nach links |                      | nach Boba (Neutrassierung)             | nach Boba (Neutrassierung)             |
| Abzweig geradeaus und nach rechts (Strecke außer Betrieb) |                      | nach Boba                              | nach Boba                              |
| Strecke von rechts · Strecke (außer Betrieb) |                      | von Boba                               | von Boba                               |
| Abzweig geradeaus und von links · Strecke (außer Betrieb) |                      | von Balatonszentgyörgy                 | von Balatonszentgyörgy                 |
| Bahnhof · Strecke (außer Betrieb) |                      | Zalabér-Batyk                          | Zalabér-Batyk                          |
| Abzweig ehemals geradeaus und nach links · Kreuzung (Strecke geradeaus außer Betrieb) |                      | nach Zalalövő                          | nach Zalalövő                          |
| Strecke nach links (außer Betrieb) · Abzweig geradeaus und von rechts (Strecke außer Betrieb) |                      | Ende Neutrassierung                    | Ende Neutrassierung                    |
| Bahnhof (Strecke außer Betrieb) |                      | Batyk-kitérő                           | Batyk-kitérő                           |
| Haltepunkt / Haltestelle (Strecke außer Betrieb) |                      | Zalavég                                | Zalavég                                |
| Bahnhof (Strecke außer Betrieb) |                      | Mikosdpuszta                           | Mikosdpuszta                           |
| Grenze (Strecke außer Betrieb) |                      | Komitatsgrenze Zala – Vas              | Komitatsgrenze Zala – Vas              |
| Haltepunkt / Haltestelle (Strecke außer Betrieb) |                      | Szajki erdő                            | Szajki erdő                            |
| Bahnhof (Strecke außer Betrieb) |                      | Hosszúpereszteg                        | Hosszúpereszteg                        |
| Haltepunkt / Haltestelle (Strecke außer Betrieb) |                      | Vashosszúfalu (mit Ldst)               | Vashosszúfalu (mit Ldst)               |
| Haltepunkt / Haltestelle (Strecke außer Betrieb) |                      | Pusztalánc (mit Ldst)                  | Pusztalánc (mit Ldst)                  |
| Bahnhof (Strecke außer Betrieb) |                      | Káld                                   | Káld                                   |
| Haltepunkt / Haltestelle (Strecke außer Betrieb) |                      | Vásárosmiske (mit Ldst)                | Vásárosmiske (mit Ldst)                |
| Haltepunkt / Haltestelle (Strecke außer Betrieb) |                      | Gérce (mit Ldst)                       | Gérce (mit Ldst)                       |
| Bahnhof (Strecke außer Betrieb) |                      | Sitke                                  | Sitke                                  |
| Abzweig geradeaus und von rechts (Strecke außer Betrieb) |                      | von Győr-Rendező                       | von Győr-Rendező                       |
| Haltepunkt / Haltestelle (Strecke außer Betrieb) |                      | Bajti-elágazás (mit Ldst und Abzw)     | Bajti-elágazás (mit Ldst und Abzw)     |
| Abzweig ehemals geradeaus und von rechts |                      | von Győr-Rendező                       | von Győr-Rendező                       |
| Brücke über Wasserlauf |                      | Raab                                   | Raab                                   |
| Bahnhof |                      | Sárvár                                 | Sárvár                                 |
| Abzweig ehemals geradeaus und nach links |                      | nach Szentgotthárd                     | nach Szentgotthárd                     |
| Haltepunkt / Haltestelle (Strecke außer Betrieb) |                      | Rábasömjén (mit Ldst)                  | Rábasömjén (mit Ldst)                  |
| Haltepunkt / Haltestelle (Strecke außer Betrieb) |                      | Felsőpaty (mit Ldst)                   | Felsőpaty (mit Ldst)                   |
| Haltepunkt / Haltestelle (Strecke außer Betrieb) |                      | Zsédeny (mit Ldst)                     | Zsédeny (mit Ldst)                     |
| Abzweig ehemals geradeaus und von links |                      | von Porpác                             | von Porpác                             |
| Bahnhof |                      | Hegyfalu                               | Hegyfalu                               |
| Abzweig ehemals geradeaus und nach rechts |                      | nach Hegyeshalom                       | nach Hegyeshalom                       |
| Brücke über Wasserlauf (Strecke außer Betrieb) |                      | Rabnitz                                | Rabnitz                                |
| Bahnhof (Strecke außer Betrieb) |                      | Mesterháza-Tompaládony                 | Mesterháza-Tompaládony                 |
| Haltepunkt / Haltestelle (Strecke außer Betrieb) |                      | Chernelházadamonya (mit Ldst)          | Chernelházadamonya (mit Ldst)          |
| Bahnhof (Strecke außer Betrieb) |                      | Bő                                     | Bő                                     |
| Haltepunkt / Haltestelle (Strecke außer Betrieb) |                      | Bükfürdő                               | Bükfürdő                               |
| Abzweig ehemals geradeaus und von rechts |                      | von Sopron                             | von Sopron                             |
| Bahnhof |                      | Bük (Wichs)                            | Bük (Wichs)                            |
| Abzweig ehemals geradeaus und nach links |                      | nach Nagykanizsa                       | nach Nagykanizsa                       |
| Bahnhof (Strecke außer Betrieb) |                      | Csepreg (Tschapring)                   | Csepreg (Tschapring)                   |
| Grenze (Strecke außer Betrieb) |                      | Komitatsgrenze Vas – Győr-Moson-Sopron | Komitatsgrenze Vas – Győr-Moson-Sopron |
| Bahnhof (Strecke außer Betrieb) |                      | Répcevis (Heils)                       | Répcevis (Heils)                       |
| Grenze (Strecke außer Betrieb) | 83,166               | Staatsgrenze Ungarn – Österreich       | Staatsgrenze Ungarn – Österreich       |
| Bahnhof (Strecke außer Betrieb) | 84,867               | Lutzmannsburg                          | Lutzmannsburg                          |
| Bahnhof (Strecke außer Betrieb) | 88,970               | Frankenau                              | Frankenau                              |
| Bahnhof (Strecke außer Betrieb) | 93,154               | Klostermarienberg                      | Klostermarienberg                      |
| Bahnhof (Strecke außer Betrieb) | 95,630               | Unterloisdorf                          | Unterloisdorf                          |
| Abzweig geradeaus und von rechts (Strecke außer Betrieb) |                      | von Sopron                             | von Sopron                             |
| Bahnhof (Strecke außer Betrieb) | 96,975               | Oberloisdorf                           | 248 m ü. A.                            |
| Strecke (außer Betrieb) |                      | nach Kőszeg                            | nach Kőszeg                            |

Die Bahnstrecke Zalabér–Oberloisdorf war eine Lokalbahn in Ungarn und Österreich. Die heute auf gesamter Länge stillgelegte Normalspurbahn mündete in Oberloisdorf in die Burgenlandbahn nach Kőszeg.

## Geschichte
Die nach der Konzessionserteilung vom 18. August 1913 rasch errichtete Strecke wurde in ihrer Gesamtlänge am 9. November 1913 von der Westungarischen Lokalbahn AG (Dunántúli HÉV), einer Tochterfirma der Münchner Lokalbahn Aktien-Gesellschaft, eröffnet. Von Oberloisdorf bis Güns (Köszeg) nützten die Züge die Strecke der Lokalbahn Ödenburg-Güns mit.
Bis zum 5. Jänner 1922 erfolgte die Betriebsführung durch die königlich ungarische Staatsbahn, danach durch den österreichischen Staat auf Rechnung der Eigentümer, wobei der Zugförderungsdienst bis zum 14. Mai 1931 durch die Raab-Oedenburg-Ebenfurter Eisenbahn (GySEV) und danach durch die Österreichischen Bundesbahnen (BBÖ) betrieben wurde. Der Stationsdienst sowie die Streckenerhaltung lagen bei den BBÖ.
Die Bahnstrecke wurde nach dem Ersten Weltkrieg durch die neue Staatsgrenze zu Österreich zerschnitten, der Bahnhof Lutzmannsburg wurde zum Grenzbahnhof und Übergabestation. Die Magyar Államvasutak führten nach der Trennung den Bahnbetrieb zwischen Bük und Lutzmannsburg durch und führten weiterhin ein durchgehendes tägliches Zugspaar Sárvár–Köszeg über Oberloisdorf.
Zur Wahrung der Hoheitsrechte trat 1924 der österreichische Staat in die nach wie vor der ungarischen Dunántúli HÉV gehörenden Konzession ein, die daraufhin eine Zweigstelle in Wien errichtete. Ab 1. Juni 1924 verkehrten zusätzlich zum täglichen MAV-Zugpaar zwei Gemischte Züge in der Relation Lutzmannsburg–Köszeg. Für den Betrieb auf der Strecke verliehen die BBÖ der GySEV die Dampflok 97.68, auch nach der Betriebsübernahme durch die BBÖ verblieb eine Maschine dieser Baureihe auf der Strecke und war in Lutzmannsburg stationiert.
Durch die infolge der Grenzziehung nun anders ausgerichteten Verkehrsströme verlor die Bahnstrecke jedoch im Laufe der 1920er Jahre vollkommen an Bedeutung, sodass der Gesamtverkehr auf österreichischer Seite am 15. Mai 1933 eingestellt wurde. In Ungarn blieb die Bahnstrecke weiterhin bis Répcevis in Betrieb.
Während im Jahr 1944 der Oberbau zwischen der damaligen Reichsgrenze und dem Kilometer 86,450 (zwischen Lutzmannsburg und Frankenau) aus unbekannten Gründen abgebaut wurde, konnte am 12. August 1946 nach der Beseitigung der Kriegsschäden (u. a. ein Bombentreffer und die Sprengung eines Bahndammes) der Güterverkehr zwischen Oberloisdorf und Frankenau wieder aufgenommen werden. Dieser beschränkte sich allerdings nur auf saisonale Fahrten z. B. während der Zuckerrübensaison. Die endgültige Einstellung des österreichischen Abschnittes erfolgte im Jahr 1955, der Abbau der Gleisanlagen bis ins Folgejahr.
Der Verkehr wurde in Ungarn bis Répcevis am 15. August 1945 wiedereröffnet. Am 26. Mai 1963 wurde ein Haltepunkt in Bükfürdő (Bad Bük) eröffnet und Bäderzüge verkehrten zweimal täglich von Szombathely nach Bükfürdő. Die MAV führten den Betrieb mit Dampflokomotiven der Baureihe 375 sowie den Dieseltriebwagen BCmot. Am 26. Mai 1974 wurde die Bahnstrecke Sárvár–Bük–Répcevis endgültig stillgelegt und die Gleisanlagen anschließend abgebaut. Die Einstellung des Verkehrs zwischen Zalabér-Batyk und Sárvár erfolgte am 31. Mai 1975.

## Streckenverlauf
Die Strecke begann in Zalabér – nach Neutrassierung der Bahnstrecke Boba–Zalalövő im Bahnhof Zalabér-Batyk – und führte in nördlicher Richtung bis zur Abzweigstelle Bajti-elágazás an der Bahnstrecke Győr–Szentgotthárd, mit der sie gemeinsam über die Raab bis Sárvár verlief, und anschließend weiter nach Hegyfalu an der Bahnstrecke Porpác–Hegyeshalom.
Von dort führte sie zunächst nordwestlich über die Rabnitz und folgte dieser in westlicher Richtung nach Bük – gelegen an der Bahnstrecke Sopron–Nagykanizsa – und weiter nordwestlich bis zur ungarisch-österreichischen Grenze zwischen Répcevis und Lutzmannsburg, von wo aus sie schließlich in westlicher Richtung – nach wie vor dem Flusslauf der Rabnitz folgend – nach Oberloisdorf an der Bahnstrecke Sopron–Kőszeg verlief.

## Galerie

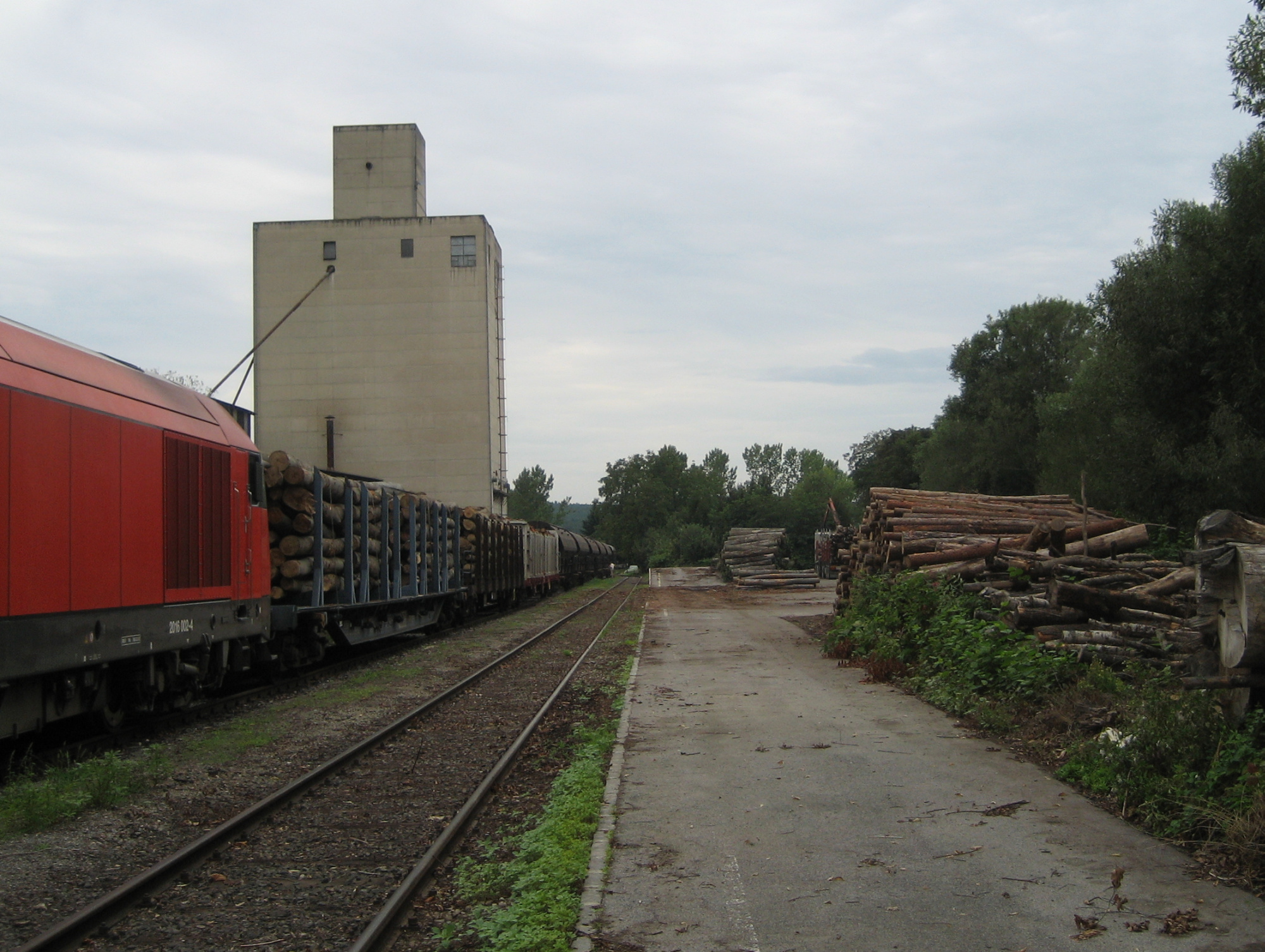
Bahnhof Oberloisdorf der Burgenlandbahn (2009)
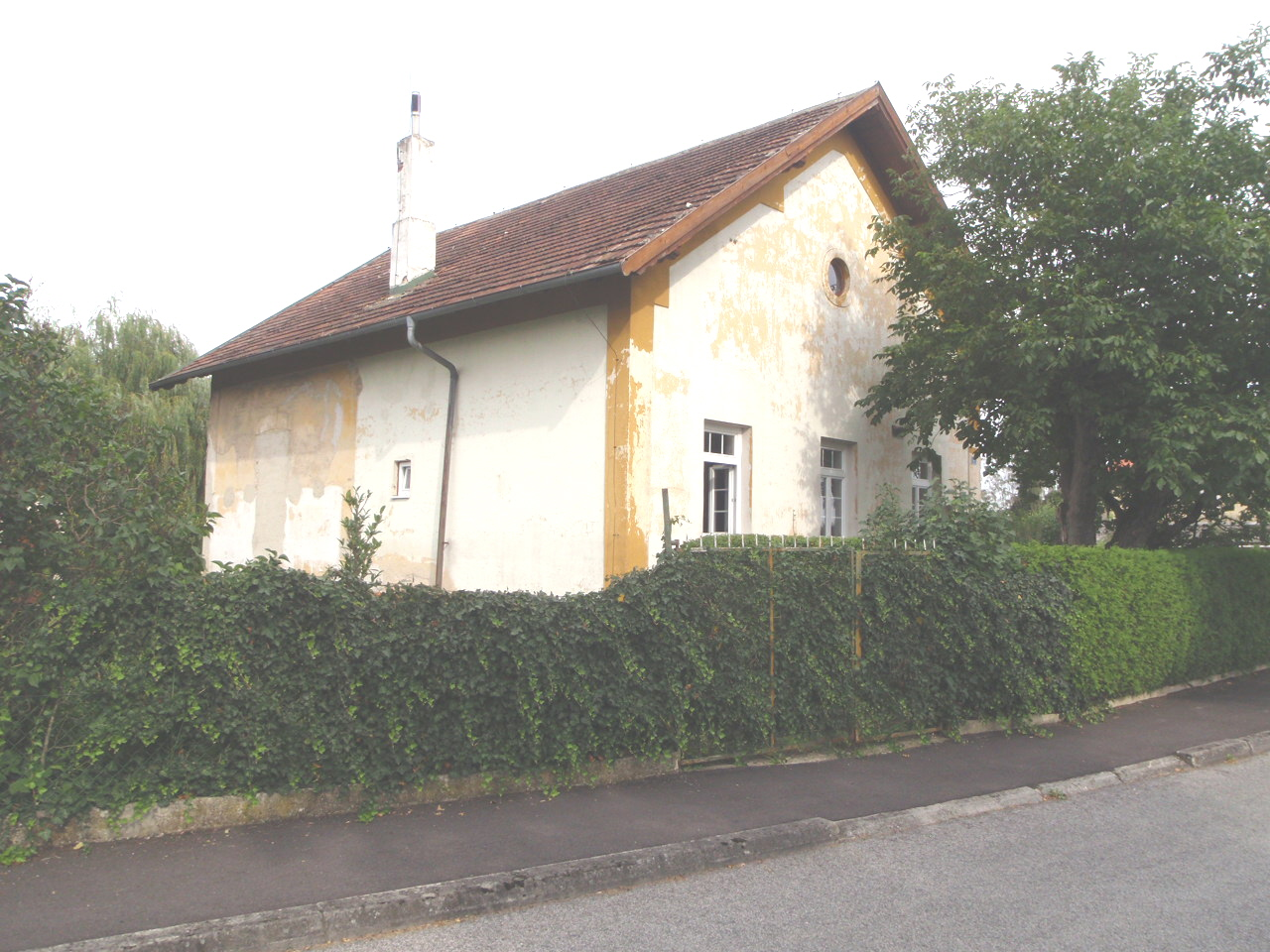
Empfangsgebäude von Unterloisdorf (2012)
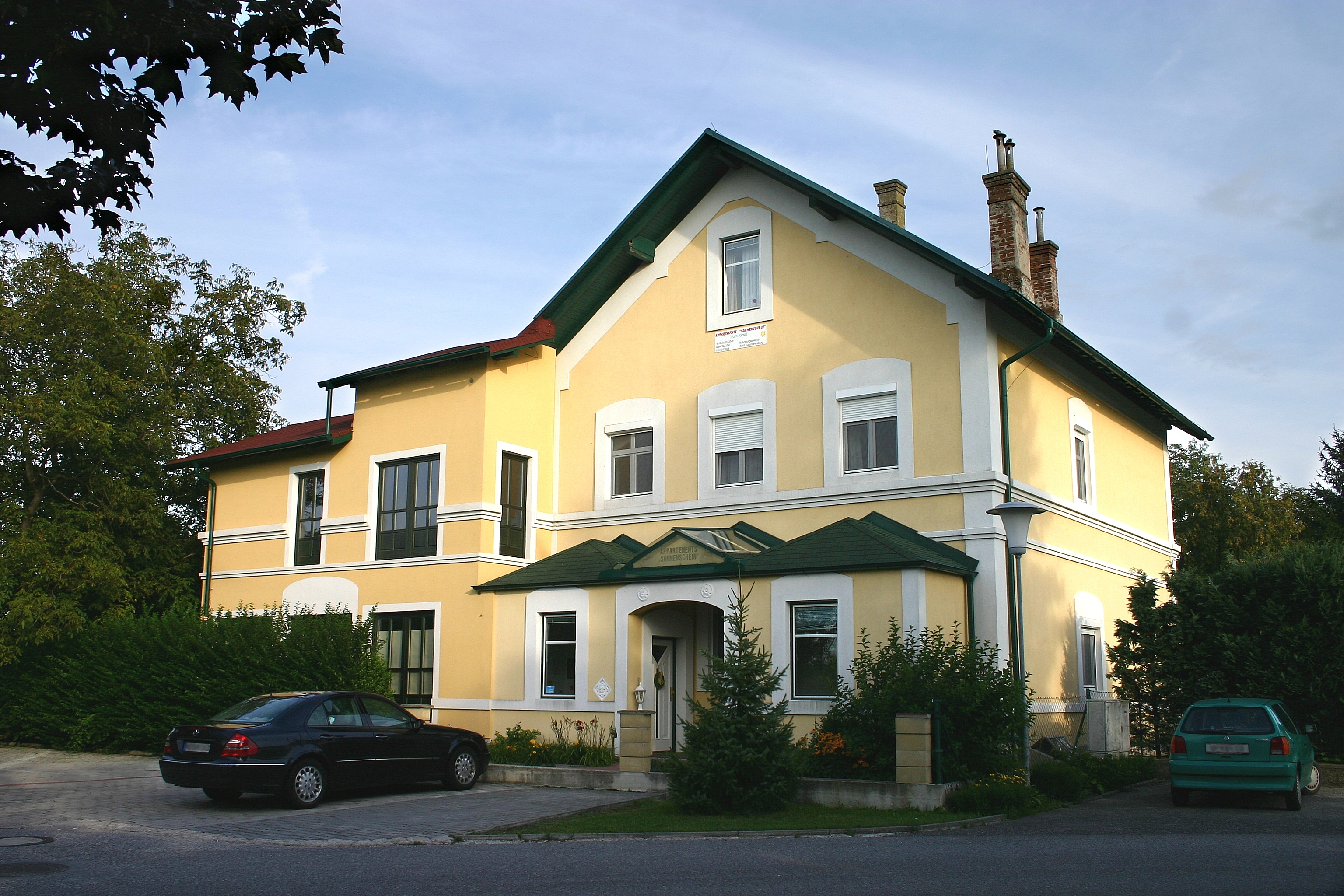
Empfangsgebäude von Lutzmannsburg (2008)
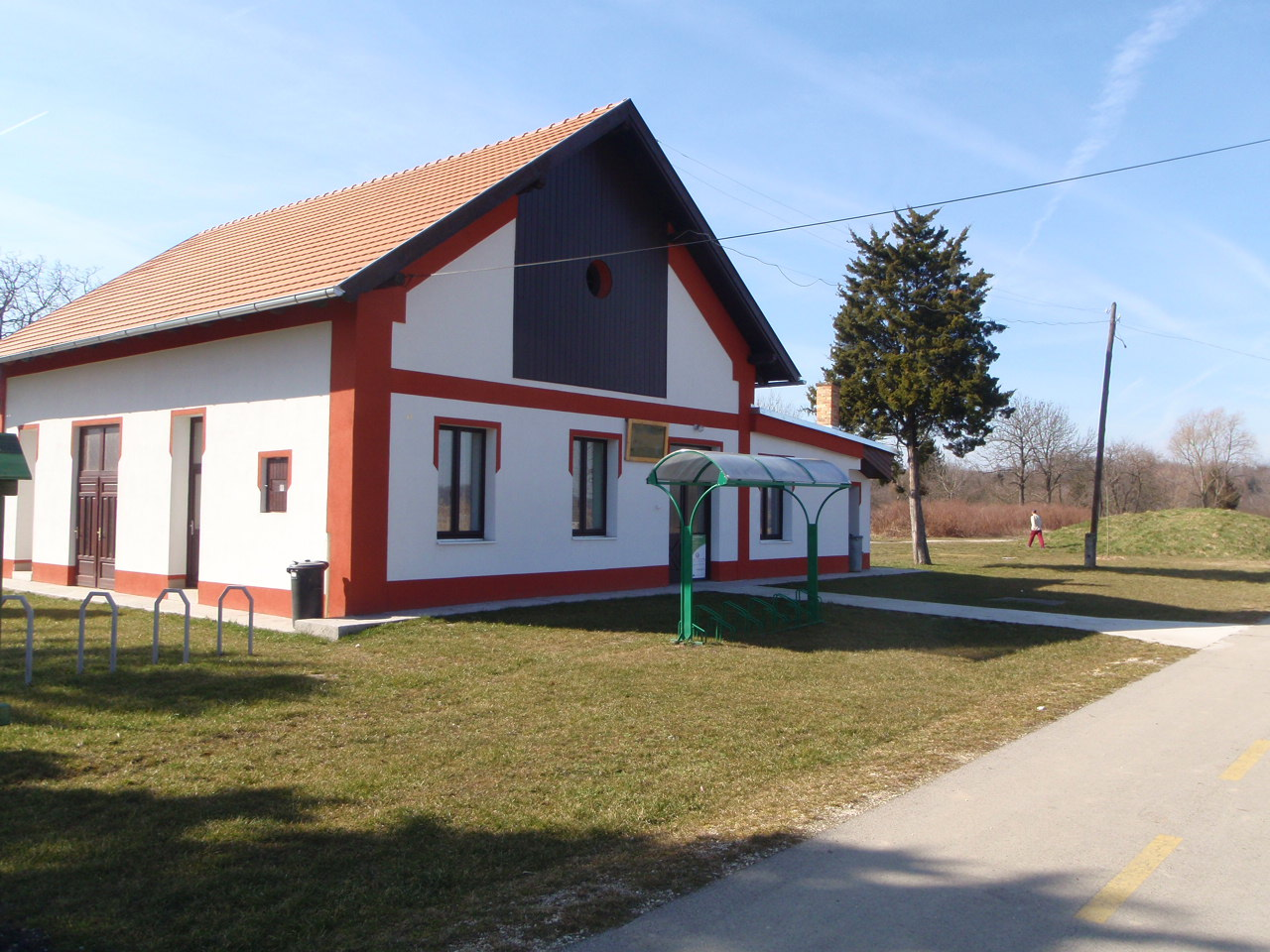
Empfangsgebäude von Répcevis (2015)
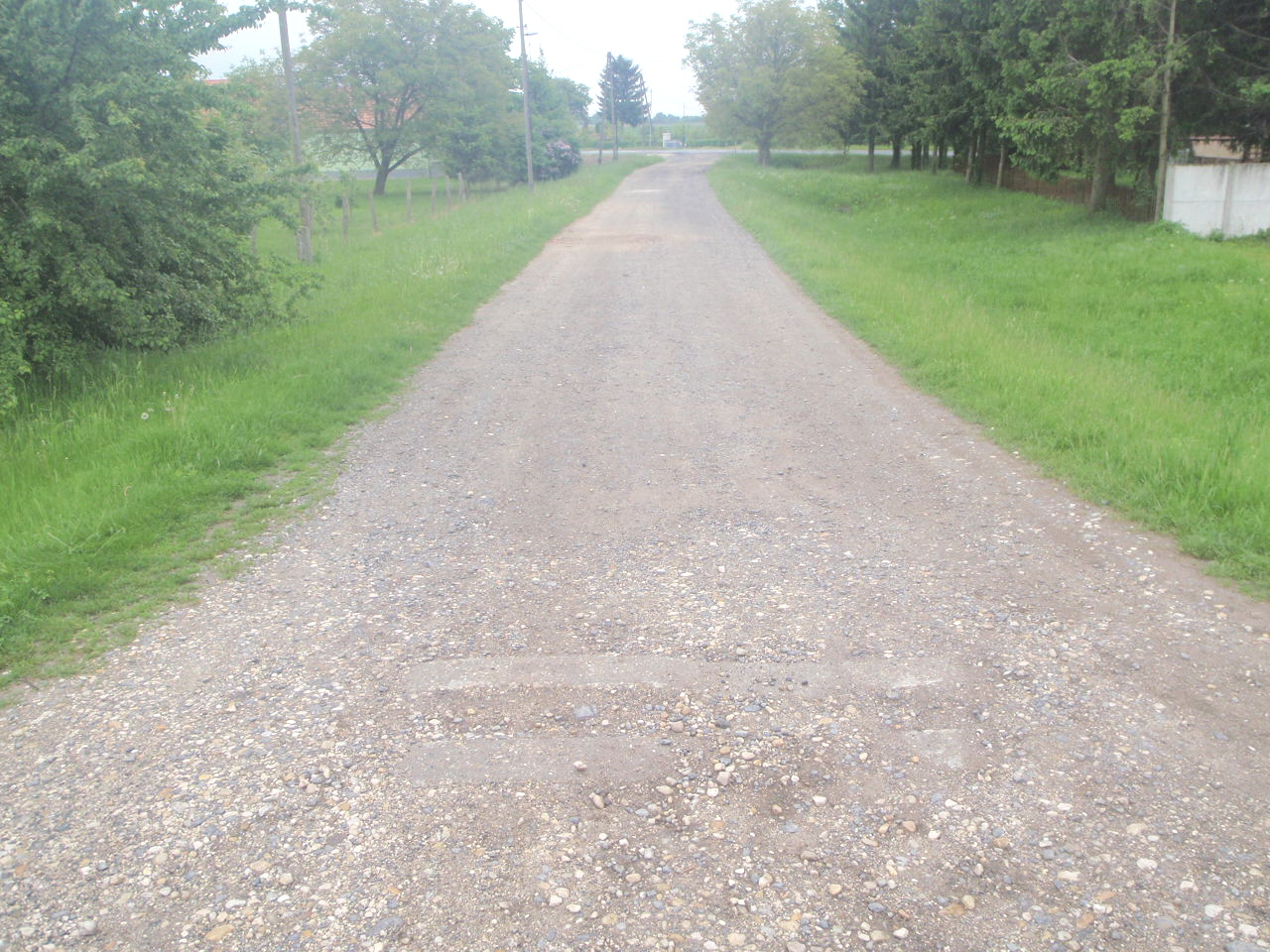
Ehemalige Trasse in Répcevis (2010)
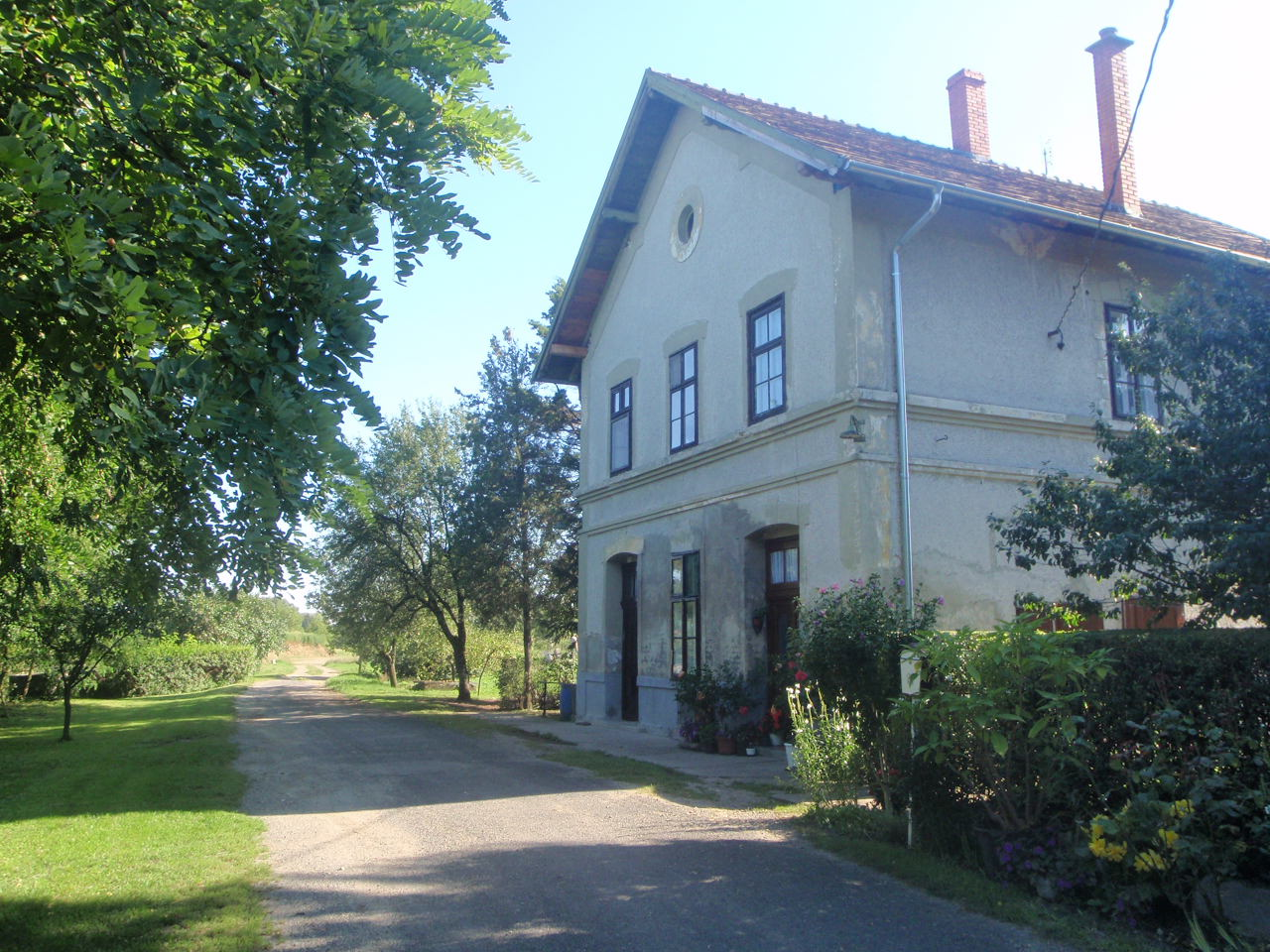
Empfangsgebäude in Csepreg (2010)